# Festival du film francophone d'Angoulême
Pour les articles homonymes, voir FFA.
Ne doit pas être confondu avec Festival de la bande dessinée d’Angoulême.
Le Festival du film francophone d'Angoulême (FFA) est un festival de cinéma créé en 2008 et consacré au cinéma francophone, qui a lieu chaque année à Angoulême, en Charente (France).

## Historique et fonctionnement
Le festival du film francophone d’Angoulême a été créé par les producteurs Marie-France Brière, Dominique Besnehard et Patrick Mardikian ; il se déroule durant la dernière semaine du mois d'août à Angoulême.
Ce festival met en avant la francophonie dans le cinéma actuel, et en rappelle l'importance.
Malgré sa jeunesse, le festival du Film Francophone d'Angoulême est soutenu par les personnalités du cinéma ainsi que par la plupart des élus régionaux et nationaux, notamment par le maire de Paris, Bertrand Delanoë, présent durant la cérémonie de clôture de la 3e édition.

### Les Valois
Le festival se caractérise par une sélection de dix films en compétition, concourant pour neuf Valois d'Or : 
- Valois de diamant (meilleur film - avec le soutien de France Télévisions)
- Valois de la mise en scène
- Valois du scénario
- Valois du meilleur acteur
- Valois de la meilleure actrice (avec le soutien de Mauboussin)
- Valois du public
- Valois des étudiants francophones (avec le soutien du département de la Charente)
- Valois René Laloux décerné à un court-métrage d'animation
- Valois de la musique de film (avec le soutien de la Sacem)
- Valois d'honneur (depuis 2010)

Les Valois sont des trophées stylisés nommés d'après Marguerite de Valois-Angoulême.
Tous les films en compétition sont précédés par la projection de 10 courts métrages d’animation francophones (sélectionnés jusqu'en 2013 par Gilles Ciment), concourant pour le Valois René Laloux.
Depuis 2010, un est entré dans la famille du palmarès du FFA. Le premier récipiendaire en est Claude Lelouch, lauréat du Valois d'honneur de la 3e édition du FFA.

## Édition 2008
Quatre jours de festival du 28 au 31 août pour une sélection de deux films en avant-première, dix films en compétition, cinq films en hommage à Cédric Klapisch (Focus) et cinq films tournés en Nouvelle-Aquitaine (Bijoux de famille).

### Jury
- Président Jean-Michel Ribes
- Jean-François Kahn
- Fatou N'Diaye
- Nadine Labaki
- Frédéric Fonteyne
- Amina
- Lucie Laurier
- Micheline Presle

### Palmarès
| Récompense                     | Acteur(rice) récompensé(e) | Film                    | Réalisateur             | Pays    |
| ------------------------------ | -------------------------- | ----------------------- | ----------------------- | ------- |
| Valois d'or                    | NC                         | Mascarades              | Lyes Salem              | Algérie |
| Valois de la mise en scène     | NC                         | Home                    | Ursula Meier            | Suisse  |
| Valois du meilleur acteur      | Maxime Dumontier           | Tout est parfait        | Yves Christian Fournier | Canada  |
| Valois de la meilleure actrice | Yolande Moreau             | Séraphine               | Martin Provost          | France  |
| Valois du public               | NC                         | Borderline              | Lyne Charlebois         | Canada  |
| Mentions spéciales du jury     | Kacey Mottet Klein         | Home                    | Ursula Meier            | Suisse  |
| Mentions spéciales du jury     | NC                         | Faro, la reine des eaux | Salif Traoré            | Mali    |

## Édition 2009
Du 27 au 30 août 2009, 3 films en avant-première et 10 en compétition et un focus sur François Dupeyron.

### Jury
- Présidente Sandrine Bonnaire
- Jean-Pierre Bekolo
- Déborah François
- Eva Bettan
- Jean-Philippe Écoffey
- Robert Charlebois
- Karine Vanasse
- Lyes Salem

### Palmarès
| Récompense                     | Acteur(rice) récompensé(e) | Film                        | Réalisateur(s)     | Pays     |
| ------------------------------ | -------------------------- | --------------------------- | ------------------ | -------- |
| Valois d'or                    | NC                         | C’est pas moi, je le jure ! | Philippe Falardeau | Canada   |
| Valois de la mise en scène     | NC                         | Panique au village          | Stéphane Aubier    | Belgique |
| Valois de la mise en scène     | NC                         | Panique au village          | Vincent Patar      | Belgique |
| Valois du meilleur acteur      | Julien Courbey             | Orpailleur                  | Marc Barrat        | France   |
| Valois de la meilleure actrice | Jacky Tavernier            | L'Absence                   | Mama Keïta         | Guinée   |
| Valois du public               | NC                         | L'Homme de chevet           | Alain Monne        | France   |
| Valois Magelis                 | NC                         | Rien de personnel           | Mathias Gokalp     | Belgique |

## Édition 2010
Du 25 au 29 août, 23 films projetés, dont 10 en compétition, 5 avant-premières, 3 films en relation avec la bande dessinée, un focus sur Coline Serreau et 3 films mettant à l'honneur la maison de distribution Pathé.

### Jury
- Présidente Nathalie Baye
- Micheline Presle
- Émilie Dequenne
- Dora Bouchoucha
- Michel Ouedraogo
- Luc Plamondon
- Bruno Cras
- Nicolas Steil
- Léa Fazer

### Palmarès
| Récompense                     | Acteur(rice) récompensé(e)                    | Film                         | Réalisateur            | Pays       |
| ------------------------------ | --------------------------------------------- | ---------------------------- | ---------------------- | ---------- |
| Valois d'or                    | NC                                            | Illégal                      | Olivier Masset-Depasse | Belgique   |
| Valois d'or                    | NC                                            | Illégal                      | Olivier Masset-Depasse | Luxembourg |
| Valois de la mise en scène     | NC                                            | Le Nom des gens              | Michel Leclerc         | France     |
| Valois du meilleur acteur      | Youssouf Djaoro                               | Un homme qui crie            | Mahamat Saleh Haroun   | Tchad      |
| Valois de la meilleure actrice | Samia Mezziane                                | Le Voyage à Alger            | Abdelkrim Bahloul      | Tchad      |
| Valois du public               | NC                                            | Le Nom des gens              | Michel Leclerc         | France     |
| Valois Magelis                 | NC                                            | Les Signes vitaux            | Sophie Deraspe         | Canada     |
| Valois René Laloux             | NC                                            | Madagascar, carnet de voyage | Bastien Dubois         | France     |
| Valois d'honneur               | Claude Lelouch pour l'ensemble de sa carrière | NC                           | NC                     | NC         |

## Édition 2011
Du 24 au 28 août, une cinquantaine de films projetés, dont 10 en compétition, 9 avant-premières, un hommage au cinéma tunisien, un focus sur Pierre Salvadori, 6 films mettant à l'honneur la maison Gaumont et des master-classes animées par Nouri Bouzid,  Pierre Salvadori, Michel Ciment et Rémy Julienne.

### Jury
- Président Vincent Pérez
- Nouri Bouzid
- Julien Clerc
- Linh-Dan Pham
- Patrick Rotman
- Marie-Élisabeth Rouchy
- Greta Scacchi
- Niels Schneider
- Olivier Van Hoofstadt

### Palmarès
| Récompense                     | Acteur(rice) récompensé(e) | Film                   | Réalisateur               | Pays   |
| ------------------------------ | -------------------------- | ---------------------- | ------------------------- | ------ |
| Valois d'or                    | NC                         | La guerre est déclarée | Valérie Donzelli          | France |
| Valois de la mise en scène     | NC                         | L'Exercice de l'État   | Pierre Schöller           | France |
| Valois du meilleur acteur      | Philippe Torreton          | Présumé Coupable       | Vincent Garenq            | France |
| Valois de la meilleure actrice | Nadine Labaki              | Balle perdue           | Georges Hachem            | Liban  |
| Valois de la meilleure actrice | Madeleine Péloquin         | Pour l'amour de Dieu   | Micheline Lanctôt         | Canada |
| Valois du public               | NC                         | Présumé Coupable       | Vincent Garenq            | France |
| Valois Magelis                 | NC                         | Pour l'amour de Dieu   | Micheline Lanctôt         | Canada |
| Valois René Laloux             | NC                         | La Détente             | Pierre Ducos Bertrand Bey |        |

## Édition 2012
Du 24 au 28 août, une cinquantaine de films projetés, dont 10 en compétition, 15 avant-premières, un hommage au cinéma sénégalais, un focus sur Anne Fontaine, 5 films mettant à l'honneur la société de distribution Pyramide et des master-classes animées par Anne Fontaine,  Olivier Nakache et Eric Toledano.

### Jury
- Président Denis Podalydès
- Raja Amari
- Florence Ben Sadoun
- Marie-Josée Croze
- Audrey Dana
- Marthe Keller
- Désirée Nosbusch
- Natacha Régnier
- Sonia Rolland

### Palmarès
| Récompense                     | Acteur(rice) récompensé(e) | Film        | Réalisateur           | Pays     |
| ------------------------------ | -------------------------- | ----------- | --------------------- | -------- |
| Valois d'or                    | NC                         | Catimini    | Nathalie Saint-Pierre | Canada   |
| Valois de la mise en scène     | NC                         | La Pirogue  | Moussa Touré          | Sénégal  |
| Valois de la mise en scène     | NC                         | La Pirogue  | Moussa Touré          | France   |
| Valois du meilleur acteur      | Khaled Benaissa            | Le Repenti  | Merzak Allouache      | Algérie  |
| Valois de la meilleure actrice | Adila Bendimerad           | Le Repenti  | Merzak Allouache      | Algérie  |
| Valois du public               | NC                         | La Pirogue  | Moussa Touré          | Sénégal  |
| Valois du public               | NC                         | La Pirogue  | Moussa Touré          | France   |
| Valois Magelis                 | NC                         | Mobile Home | François Pirot        | Belgique |
| Valois Magelis                 | NC                         | Mobile Home | François Pirot        | France   |
| Valois René Laloux             | NC                         | Dripped     | Léo Verrier           | France   |

## Édition 2013
Du 23 au 27 août, une cinquantaine de films projetés, dont 10 en compétition, 11 avant-premières, un hommage au cinéma québécois, un focus sur Régis Wargnier, 5 films mettant à l'honneur la société de production et de distribution Diaphana et des master-classes de Denise Robert (productrice québécoise), Michel Saint-Jean (producteur et distributeur chez Diaphana) et Régis Wargnier.

### Jury
- Catherine Frot (Présidente)
- Joachim Lafosse
- Pierre Murat
- Franck Weber
- Benjamin Biolay
- Éric Bruneau
- Pierre Schoeller
- Khaled Benaissa
- Janis Thiltges

### Palmarès
| Récompense                     | Acteur(rice) récompensé(e) | Film                                | Réalisateur         | Pays   |
| ------------------------------ | -------------------------- | ----------------------------------- | ------------------- | ------ |
| Valois d'or                    | NC                         | Les Garçons et Guillaume, à table ! | Guillaume Gallienne | France |
| Valois de la mise en scène     | NC                         | La Vie domestique                   | Isabelle Czajka     | France |
| Valois de la mise en scène     | NC                         | Mort à vendre                       | Faouzi Bensaïdi     | Maroc  |
| Valois du meilleur acteur      | Alexandre Landry           | Gabrielle                           | Louise Archambault  | Canada |
| Valois de la meilleure actrice | Sara Forestier             | Suzanne                             | Katell Quillévéré   | France |
| Valois du public               | NC                         | Les Garçons et Guillaume, à table ! | Guillaume Gallienne | France |
| Valois Magelis                 | NC                         | Gabrielle                           | Louise Archambault  | Canada |
| Valois René Laloux             | NC                         | Braise                              | Hugo Frassetto      |        |

## Édition 2014
Du 22 au 26 août, une cinquantaine de films projetés, dont 10 en compétition, 14 avant-premières, un hommage au cinéma burkinabé et à son festival, le FESPACO, un focus sur Laurent Cantet, 5 films mettant à l'honneur la société de distribution Le Pacte, une nuit Just Jaeckin et des master-classes de David Foenkinos (écrivain), Jean Labadie (distributeur) et Laurent Cantet (réalisateur).

### Jury
- Sabine Azéma (Présidente)
- Abd Al Malik
- Nathalie Coste Cerdan
- Stéphane De Groodt
- Dyana Gaye
- Anne Kern
- Dany Laferrière
- Aïssa Maïga
- Alexis Michalik

### Palmarès
| Récompense                     | Acteur(rice) récompensé(e) | Film         | Réalisateur          | Pays    |
| ------------------------------ | -------------------------- | ------------ | -------------------- | ------- |
| Valois d'or                    | NC                         | Hippocrate   | Thomas Lilti         | France  |
| Valois de la mise en scène     | NC                         | Hope         | Boris Lojkine        | France  |
| Valois du meilleur acteur      | Lyes Salem                 | L'Oranais    | Lyes Salem           | Algérie |
| Valois de la meilleure actrice | Sandrine Kiberlain         | Elle l'adore | Jeanne Herry         | France  |
| Valois du public               | NC                         | Discount     | Louis-Julien Petit   | France  |
| Valois Magelis                 | NC                         | Hope         | Boris Lojkine        | France  |
| Valois René Laloux             | NC                         | Ascension    | Thomas Bourdis       |         |
| Valois René Laloux             | NC                         | Ascension    | Martin de Coudenhove |         |
| Valois René Laloux             | NC                         | Ascension    | Caroline Domergue    |         |
| Valois René Laloux             | NC                         | Ascension    | Colin Laubry         |         |
| Valois René Laloux             | NC                         | Ascension    | Florian Vecchione    |         |

## Édition 2015
Le festival débute le 25 août 2015, et se termine le 30 août 2015. L'actrice française Florence Pernel préside le jury étudiant. 70 films sont projetés dont 10 en compétition et 15 en avant-première. Hommage au cinéma belge, Focus sur Cédric Kahn, Bijoux de famille ARP Sélection, les sections "Les flamboyants" et des séances spéciales complètent le programme.

### Jury
- Jean-Hugues Anglade (Président)
- Jérôme Clément
- Bruno Deloye
- Marie Gillain
- Irène Jacob
- Carole Laure
- Nadir Moknèche
- Guillemette Odicino
- Orelsan

### Palmarès
| Récompense                     | Acteur(rice) récompensé(e) | Film                     | Réalisateur      | Pays     |
| ------------------------------ | -------------------------- | ------------------------ | ---------------- | -------- |
| Valois d'or                    | NC                         | Much Loved               | Nabil Ayouch     | Maroc    |
| Valois d'or                    | NC                         | Much Loved               | Nabil Ayouch     | France   |
| Valois de la mise en scène     | NC                         | Je ne suis pas un salaud | Emmanuel Finkiel | France   |
| Valois du meilleur scénario    | NC                         | Je suis à toi            | David Lambert    | Belgique |
| Valois du meilleur scénario    | NC                         | Je suis à toi            | David Lambert    | Canada   |
| Valois du meilleur acteur      | Nicolas Duvauchelle        | Je ne suis pas un salaud | Emmanuel Finkiel | France   |
| Valois de la meilleure actrice | Loubna Abidar              | Much Loved               | Nabil Ayouch     | Maroc    |
| Valois de la meilleure actrice | Loubna Abidar              | Much Loved               | Nabil Ayouch     | France   |
| Valois du public               | NC                         | La Passion d’Augustine   | Léa Pool         | Canada   |
| Valois Magelis                 | NC                         | Je suis à toi            | David Lambert    | Belgique |
| Valois Magelis                 | NC                         | Je suis à toi            | David Lambert    | Canada   |
| Valois René Laloux             | NC                         | Chaud lapin              | Alexis Magaud    |          |

## Édition 2016
Le festival débute le 23 août et se termine le 28 août. L'actrice Anne Richard préside le jury étudiant. 60 films sont projetés dont 10 en compétition et 16 en avant-première. Hommage au cinéma libanais, Focus sur Catherine Corsini, Bijoux de famille Les Films du Losange, les sections "Les flamboyants" et des séances spéciales complètent le programme.

### Jury
- Gilles Jacob (Co-président)
- Virginie Efira (Co-présidente)
- Danielle Arbid
- Nicolas Dumont
- David Foenkinos
- Sophie Demarais
- Salim Kechiouche
- Thierry Chèze
- Sara Martins

### Palmarès
| Récompense                     | Acteur(rice) récompensé(e) | Film                     | Réalisateur       | Pays       |
| ------------------------------ | -------------------------- | ------------------------ | ----------------- | ---------- |
| Valois de diamant              | NC                         | Hedi, un vent de liberté | Mohamed Ben Attia | Tunisie    |
| Valois de diamant              | NC                         | Hedi, un vent de liberté | Mohamed Ben Attia | Belgique   |
| Valois de diamant              | NC                         | Hedi, un vent de liberté | Mohamed Ben Attia | France     |
| Valois de diamant              | NC                         | Ma vie de Courgette      | Claude Barras     | Suisse     |
| Valois de diamant              | NC                         | Ma vie de Courgette      | Claude Barras     | France     |
| Valois de la mise en scène     | NC                         | Mercenaire               | Sacha Wolff       | France     |
| Valois du meilleur scénario    | NC                         | Les Mauvaises Herbes     | Louis Bélanger    | Canada     |
| Valois du meilleur acteur      | Sébastien Houbani          | Noces                    | Stephan Streker   | Belgique   |
| Valois du meilleur acteur      | Sébastien Houbani          | Noces                    | Stephan Streker   | France     |
| Valois du meilleur acteur      | Sébastien Houbani          | Noces                    | Stephan Streker   | Luxembourg |
| Valois du meilleur acteur      | Sébastien Houbani          | Noces                    | Stephan Streker   | Pakistan   |
| Valois du meilleur acteur      | Antoine Olivier Pilon      | 1:54                     | Yan England       | Canada     |
| Valois de la meilleure actrice | Lina El Arabi              | Noces                    | Stephan Streker   | Belgique   |
| Valois de la meilleure actrice | Lina El Arabi              | Noces                    | Stephan Streker   | France     |
| Valois de la meilleure actrice | Lina El Arabi              | Noces                    | Stephan Streker   | Luxembourg |
| Valois de la meilleure actrice | Lina El Arabi              | Noces                    | Stephan Streker   | Pakistan   |
| Valois du public               | NC                         | Les Mauvaises Herbes     | Louis Bélanger    | Canada     |
| Valois Magelis                 | NC                         | 1:54                     | Yan England       | Canada     |
| Valois René Laloux             | NC                         | Vaysha l'aveugle         | Théodore Ushev    |            |

## Édition 2017
La 10e édition du festival se déroule du 22 août 2017 au 27 août 2017. L'actrice Cristiana Reali préside le jury étudiant. 64 films sont projetés dont 10 en compétition et 17 en avant-première. Hommage au cinéma ivoirien, Focus sur Xavier Giannoli, Bijoux de famille Gaumont. Les sections "Les flamboyants" et des séances spéciales complètent le programme.

### Jury
- John Malkovich (président)  États-Unis
- Claire Chazal  France
- Laura Smet  France
- Lucas Belvaux  Belgique
- Philippe Besson  France
- Stéfi Celma  France
- Ivan Guyot  France
- Denise Robert  Canada
- Raphaël  France

### Palmarès[2]
| Récompense                     | Acteur(rice) récompensé(e) | Film                     | Réalisateur        | Pays     |
| ------------------------------ | -------------------------- | ------------------------ | ------------------ | -------- |
| Valois de diamant              | NC                         | Petit Paysan             | Hubert Charuel     | France   |
| Valois de la mise en scène     | NC                         | Une famille syrienne     | Philippe Van Leeuw | Belgique |
| Valois du meilleur scénario    | NC                         | La Surface de réparation | Christophe Régin   | France   |
| Valois du meilleur acteur      | Swann Arlaud               | Petit Paysan             | Hubert Charuel     | France   |
| Valois de la meilleure actrice | Hiam Abbass                | Une famille syrienne     | Philippe Van Leeuw | Belgique |
| Valois de la meilleure actrice | Diamand Abou Abboud        | Une famille syrienne     | Philippe Van Leeuw | Belgique |
| Valois du public               | NC                         | Une famille syrienne     | Philippe Van Leeuw | Belgique |
| Valois Magelis                 | NC                         | La Belle et la Meute     | Kaouther Ben Hania | Tunisie  |
| Valois René Laloux             | NC                         | Garden Party (en)        | Florian Babikian   | France   |
| Valois René Laloux             | NC                         | Garden Party (en)        | Vincent Bayoux     | France   |
| Valois René Laloux             | NC                         | Garden Party (en)        | Victor Caire       | France   |
| Valois René Laloux             | NC                         | Garden Party (en)        | Théophile Dufresne | France   |
| Valois René Laloux             | NC                         | Garden Party (en)        | Gabriel Grapperon  | France   |
| Valois René Laloux             | NC                         | Garden Party (en)        | Lucas Navarro      | France   |
| Valois de la musique de film   | Myd                        | Petit Paysan             | Hubert Charuel     | France   |

## Édition 2018
La 11e édition du festival se déroule du 21 août 2018 au 26 août 2018. Le festival rend hommage au cinéma haïtien. La présidente du jury étudiant était Elsa Lunghini.

### Jury
- Karin Viard (présidente)  France
- Camelia Jordana  France
- Ludivine Sagnier  France
- Raphaël Personnaz  France
- Thomas Lilti  France
- Eye Haidara  France

### Palmarès[4]
| Récompense                     | Acteur(rice) récompensé(e) | Film                                    | Réalisateur                                                                  | Pays     |
| ------------------------------ | -------------------------- | --------------------------------------- | ---------------------------------------------------------------------------- | -------- |
| Valois de diamant              | NC                         | Shéhérazade                             | Jean-Bernard Marlin                                                          | France   |
| Valois du jury                 | NC                         | Tout ce qu'il me reste de la révolution | Judith Davis                                                                 | France   |
| Valois du meilleur scénario    | NC                         | Sofia                                   | Meryem Benm'Barek                                                            | Belgique |
| Valois du meilleur acteur      | Félix Maritaud             | Sauvage                                 | Camille Vidal-Naquet                                                         | France   |
| Valois de la meilleure actrice | Milya Corbeil-Gauvreau     | Les Rois mongols                        | Luc Picard                                                                   | Canada   |
| Valois du public               | NC                         | L'Amour flou                            | Romane Bohringer et Philippe Rebbot                                          | France   |
| Valois Magelis                 | NC                         | Shéhérazade                             | Jean-Bernard Marlin                                                          | France   |
| Valois René Laloux             | NC                         | Hybrids                                 | Florian Brauch, Yohan Thireau, Kim Tailhades, Romain Thirion, Matthieu Pujol | France   |
| Valois de la musique de film   | Mouss et Halim             | Shéhérazade                             | Jean-Bernard Marlin                                                          | France   |

## Édition 2019
La 12e édition du festival se déroule du 20 au 25 août 2019.
Claire Borotra préside le jury des étudiants francophones.
Le festival rend hommage au cinéma luxembourgeois. 

### Jury
- Jacqueline Bisset (présidente), comédienne  Royaume-Uni
- Hugo Becker, réalisateur  France
- Maripier Morin, animatrice de télévision et actrice  Canada
- Mehdi Nebbou, comédien  France
- Françoise Nyssen, ancienne Ministre de la culture  France  Belgique
- Louis-Julien Petit, réalisateur  France
- Laurent Weil, journaliste  France
- Bettina Oberli, réalisatrice et scénariste  Suisse
- Roukiata Ouedraogo, actrice et humoriste  Burkina Faso

### Palmarès
| Récompense                     | Acteur(rice) récompensé(e) | Film                      | Réalisateur                           | Pays                              |
| ------------------------------ | -------------------------- | ------------------------- | ------------------------------------- | --------------------------------- |
| Valois de diamant              | NC                         | Les Hirondelles de Kaboul | Zabou Breitman et Éléa Gobbé-Mévellec | France                            |
| Valois de la mise en scène     | NC                         | Tu mérites un amour       | Hafsia Herzi                          | France                            |
| Valois du meilleur scénario    | NC                         | Papicha                   | Mounia Meddour                        | France, Algérie, Belgique, Qatar  |
| Valois du meilleur acteur      | Anthony Bajon              | Au nom de la terre        | Edouard Bergeon                       | France                            |
| Valois de la meilleure actrice | Lyna Khoudri               | Papicha                   | Mounia Meddour                        | France, Algérie, Belgique, Qatar  |
| Valois de la meilleure actrice | Nina Meurisse              | Camille                   | Boris Lojkine                         | France, République centrafricaine |
| Valois du public               | NC                         | Papicha                   | Mounia Meddour                        | France, Algérie, Belgique, Qatar  |
| Valois Magelis                 | NC                         | Adam                      | Maryam Touzani                        | Maroc,France,Belgique             |
| Valois René Laloux             | NC                         | Selfies                   | Claudius Gentinetta                   | Suisse                            |
| Valois de la musique de film   | Alexis Rault               | Les Hirondelles de Kaboul | Zabou Breitman et Éléa Gobbé-Mévellec | France                            |

## Édition 2020
La 13e édition du festival se déroule du 28 août au 2 septembre 2020,.

### Jury
- Benoît Delépine et Gustave Kervern (présidents), réalisateurs  France
- Elsa Zylberstein (vice présidente), actrice  France
- Claude Barras, réalisateur  Suisse
- Evelyne Brochu, actrice  Canada
- Marc Zinga, acteur  Belgique
- Manele Labidi, scénariste et réalisatrice  Tunisie  France
- Yves Bigot, journaliste  France
- Clara Luciani, chanteuse  France

### Palmarès
| Récompense                     | Acteur(rice) récompensé(e)      | Film        | Réalisateur      | Pays            |
| ------------------------------ | ------------------------------- | ----------- | ---------------- | --------------- |
| Valois de diamant              | NC                              | Ibrahim     | Samir Guesmi     | France          |
| Valois de la mise en scène     | NC                              | Ibrahim     | Samir Guesmi     | France          |
| Valois du meilleur scénario    | NC                              | Ibrahim     | Samir Guesmi     | France          |
| Valois du meilleur acteur      | Sofian Khammes et Pierre Lottin | Un triomphe | Emmanuel Courcol | France          |
| Valois de la meilleure actrice | Isabelle Kabano                 | Petit Pays  | Éric Barbier     | France          |
| Valois du public               | NC                              | Un triomphe | Emmanuel Courcol | France          |
| Valois Magelis                 | NC                              | Slalom      | Charlène Favier  | France,Belgique |
| Valois de la musique de film   | Raphaël Eligoulachvili          | Ibrahim     | Samir Guesmi     | France          |

## Édition 2021
La 14e édition du festival se déroule du 24 au 29 août 2021 et rend hommage au cinéma algérien. La présidente du jury étudiant est Anne Parillaud ,.
Le film CE2 est présenté en avant-première lors du 14e festival en 2021.

### Jury
- Nicole Garcia (présidente du jury), actrice, réalisatrice et scénariste  France
- Antonin Baudry, Diplomate spécialiste des questions culturelles, scénariste de bandes dessinées, scénariste et réalisateur  France
- Leïla Kaddour-Boudadi, Journaliste, animatrice de radio et animatrice de télévision  France
- Reda Kateb, acteur  France
- Catherine Leterrier, costumière  France
- Oxmo Puccino, rappeur  Mali  France
- Marie NDiaye, femme de lettres  France
- Philippe Van Leeuw, réalisateur et scénariste  Belgique
- Noémie Schmidt, actrice  Suisse

### Palmarès
| Récompense                     | Artiste récompensé                     | Film                             | Réalisateur         | Pays                                   |
| ------------------------------ | -------------------------------------- | -------------------------------- | ------------------- | -------------------------------------- |
| Valois de diamant              | NC                                     | Une histoire d'amour et de désir | Leyla Bouzid        | France                                 |
| Valois du jury                 | NC                                     | La Vraie Famille                 | Fabien Gorgeart     | France                                 |
| Valois de la mise en scène     | Philippe Lacôte                        | La Nuit des rois                 | Philippe Lacôte     | France, Côte d'Ivoire, Canada, Sénégal |
| Valois du meilleur scénario    | Rachel Lang                            | Mon légionnaire                  | Rachel Lang         | France, Belgique                       |
| Valois du meilleur acteur      | Sami Outalbali                         | Une histoire d'amour et de désir | Leyla Bouzid        | France                                 |
| Valois de la meilleure actrice | Ina Marija Bartaité (mention spéciale) | Mon légionnaire                  | Rachel Lang         | France, Belgique                       |
| Valois de la meilleure actrice | Mélanie Thierry                        | La Vraie Famille                 | Fabien Gorgeart     | France                                 |
| Valois du public               | NC                                     | Boîte noire                      | Yann Gozlan         | France                                 |
| Valois Magelis                 | NC                                     | Petite Nature                    | Samuel Theis        | France                                 |
| Valois René Laloux             | NC                                     | C'était pas du Bourgogne         | Mathias de Panafieu | France                                 |
| Valois de la musique de film   | Olivier Alary                          | La Nuit des rois                 | Philippe Lacôte     | France, Côte d'Ivoire, Canada, Sénégal |

## Édition 2022
La 15e édition du festival se déroule du 23 au 28 août 2022 et rend hommage au cinéma rwandais. La présidente du jury des étudiants francophone est Gwendoline Hamon.

### Jury
- André Dussollier (Président du jury), acteur  France
- Veerle Baetens, actrice, scénariste et réalisatrice  Belgique
- Alex Beaupain, auteur, compositeur et interprète  France
- Leyla Bouzid, réalisatrice et scénariste  Tunisie
- Patrick Cohen, journaliste et essayiste  France
- Joséphine Japy, actrice  France
- Isabelle Kabano, actrice  Rwanda
- Alexis Moncorgé, acteur  France
- Sébastien Pilote, réalisateur  Canada

### Palmarès
| Récompense                     | Artiste récompensé                | Film                   | Réalisateur                 | Pays   |
| ------------------------------ | --------------------------------- | ---------------------- | --------------------------- | ------ |
| Valois de diamant              | NC                                | Les Pires              | Lise Akoka et Romane Guéret | France |
| Valois de la mise en scène     | Maryam Touzani                    | Le bleu du caftan      | Maryam Touzani              | Maroc  |
| Valois du meilleur scénario    | Léopold Legrand                   | Le Sixième Enfant      | Léopold Legrand             | France |
| Valois du meilleur acteur      | Saleh Bakri                       | Le bleu du caftan      | Maryam Touzani              | Maroc  |
| Valois de la meilleure actrice | Kelly Depeault (mention spéciale) | Noémie dit oui         | Geneviève Albert            | Québec |
| Valois de la meilleure actrice | Sara Giraudeau et Judith Chemla   | Le Sixième Enfant      | Léopold Legrand             | France |
| Valois du public               | NC                                | Le Sixième Enfant      | Léopold Legrand             | France |
| Valois des étudiants           | NC                                | Noémie dit oui         | Geneviève Albert            | Québec |
| Valois de la musique de film   | Louis Sclavis                     | Le Sixième Enfant      | Léopold Legrand             | France |
| Valois René Laloux             | NC                                | Les larmes de la Seine |                             | France |

### La compétition
Les films sélectionnés couvrent quatre continents. La France, le Québec et la Belgique sont les plus souvent représentés et les plus récompensés. En 10 éditions, six pays se sont partagé les Valois d'or (de diamant depuis 2016).
| Pays            | Nombre de films | Valois d'or et/ou de diamant | Valois de la mise en scène | Valois du scénario (depuis 2015) | Valois du meilleur acteur | Valois de la meilleure actrice | Valois du public | Valois Magélis (depuis 2009) |
| --------------- | --------------- | ---------------------------- | -------------------------- | -------------------------------- | ------------------------- | ------------------------------ | ---------------- | ---------------------------- |
| France          | 37              | 4                            | 6                          | 1                                | 4                         | 2                              | 5                | 1                            |
| Canada          | 20              | 2                            | -                          | 1                                | 3                         | 1                              | 3                | 4                            |
| Belgique        | 13              | 1                            | 2                          | 1                                | 1                         | 2                              | 1                | 3                            |
| Algérie         | 4               | 1                            | -                          | -                                | 2                         | 2                              | -                | -                            |
| Luxembourg      | 4               | -                            | -                          | -                                | -                         | -                              | -                | -                            |
| Tunisie         | 4               | -                            | -                          | -                                | -                         | -                              | -                | 1                            |
| Maroc           | 3               | 1                            | 1                          | -                                | -                         | 1                              | -                | -                            |
| Suisse          | 3               | 1                            | 1                          | -                                | -                         | -                              | -                | -                            |
| Burkina Faso    | 2               | -                            | -                          | -                                | -                         | -                              | -                | -                            |
| Mali            | 2               | -                            | -                          | -                                | -                         | -                              | -                | -                            |
| Sénégal         | 2               | -                            | 1                          | -                                | -                         | -                              | 1                | -                            |
| Congo[Lequel ?] | 1               | -                            | -                          | -                                | -                         | -                              | -                | -                            |
| Gabon           | 1               | -                            | -                          | -                                | -                         | -                              | -                | -                            |
| Guinée          | 1               | -                            | -                          | -                                | -                         | 1                              | -                | -                            |
| Haïti           | 1               | -                            | -                          | -                                | -                         | -                              | -                | -                            |
| Liban           | 1               | -                            | -                          | -                                | -                         | 2                              | -                | -                            |
| Tchad           | 1               | -                            | -                          | -                                | 1                         | -                              | -                | -                            |
| Israël          | -               | -                            | -                          | -                                | -                         | 1                              | -                | -                            |

## Édition 2023
La 16e édition du festival se déroule du 22 au 27 août 2023 et rend hommage au cinéma suisse.

### Jury
- Laetitia Casta (Présidente du jury), actrice, mannequin  France
- Kaouther Ben Hania, réalisatrice et scénariste  Tunisie
- Monia Chokri, actrice et réalisatrice  Québec
- Anne Holmes, Directrice de la fiction française du groupe France Télévisions  France
- Jean-Louis Livi, producteur  France
- Rachel Khan, actrice, écrivaine et juriste  France
- Souad Massi, autrice, compositrice et interprète  France  Algérie
- Raphaël Quenard, acteur  France
- Zep, dessinateur  Suisse

### Palmarès
| Récompense                     | Artiste récompensé                  | Film                | Réalisateur         | Pays                                         |
| ------------------------------ | ----------------------------------- | ------------------- | ------------------- | -------------------------------------------- |
| Valois de diamant              | NC                                  | Le Temps d'aimer    | Katell Quillévéré   | France et Belgique                           |
| Valois de la mise en scène     | Baloji                              | Augure              | Baloji              | Belgique et République démocratique du Congo |
| Valois du meilleur scénario    | Yolande Moreau et Frédérique Moreau | La Fiancée du poète | Yolande Moreau      | France                                       |
| Valois du meilleur acteur      | Vincent Lacoste                     | Le Temps d'aimer    | Katell Quillévéré   | France et Belgique                           |
| Valois de la meilleure actrice | Nadia Tereszkiewicz                 | Rosalie             | Stéphanie Di Giusto | France et Belgique                           |
| Valois du public               | NC                                  | La Vie de ma mère   | Julien Carpentier   | France                                       |
| Valois des étudiants           | NC                                  | Rien à perdre       | Delphine Deloget    | France                                       |
| Valois de la musique de film   | Hania Rani                          | Rosalie             | Stéphanie Di Giusto | France et Belgique                           |

## Édition 2024
La 17e édition du festival se déroule du 27 août au 1er septembre 2024 et rend hommage au cinéma marocain.

### Jury
- Kristin Scott Thomas (Présidente du jury) : comédienne et réalisatrice  Royaume-Uni  France
- François Busnel : journaliste et réalisateur  France
- Imany : chanteuse, auteure et compositrice  France
- Cédric Kahn : scénariste, acteur et réalisateur  France
- Alix Poisson : actrice  France
- Sébastien Ricard : acteur, musicien, chanteur  France
- Makita Samba : acteur  France
- Anne-Dominique Toussaint : productrice et galeriste  Belgique
- Maryam Touzani : réalisatrice et scénariste  Maroc  France

Président du jury des étudiants francophones : Samuel Le Bihan (acteur)

### Palmarès
| Récompense                     | Artiste récompensé                   | Film                                       | Réalisateur        | Pays               |
| ------------------------------ | ------------------------------------ | ------------------------------------------ | ------------------ | ------------------ |
| Valois de diamant              | NC                                   | Vingt Dieux                                | Louise Courvoisier | France             |
| Valois de la mise en scène     | Mathias Mlekuz                       | À bicyclette !                             | Mathias Mlekuz     | France             |
| Valois du meilleur scénario    | Laetitia Dosch et Anne-Sophie Bailly | Le Procès du chien                         | Laetitia Dosch     | Suisse et France   |
| Valois du meilleur acteur      | Marco Luraschi                       | Lads                                       | Julien Menanteau   | France et Belgique |
| Valois de la meilleure actrice | Mylène Mackay                        | Dis-moi pourquoi ces choses sont si belles | Lyne Charlebois    | Québec             |
| Valois du public               | NC                                   | À bicyclette !                             | Mathias Mlekuz     | France             |
| Valois des étudiants           | NC                                   | Vingt Dieux                                | Louise Courvoisier | France             |
| Valois de la musique de film   | Pascal Lengagne                      | À bicyclette !                             | Mathias Mlekuz     | France             |
| Valois René Laloux             | NC                                   | Les Nœuds du destin                        | Déborah Chang      | France             |

## Édition 2025
La 18e édition du festival se déroule du 25 août au 30 août 2025 et rend hommage au cinéma québecois,

### Jury
- Diane Kruger (Présidente du jury) : actrice  Allemagne
- Fabrice du Welz : réalisateur et scénariste  Belgique
- Michel Field : directeur de la culture et du spectacle vivant chez France Télévisions France Télévisions  France
- Imany : chanteuse, auteure et compositrice  France
- Baya Kasmi : réalisatrice, scénariste et actrice  France
- Patrick Mille : acteur et réalisateur  Portugal  France
- Sara Montpetit : actrice  Québec
- Fabienne Pascaud : femme de lettres et critique  France
- Simon Thomas : comédien  France

Président du jury des étudiants francophones : Nine d'Urso (actrice)

## Les hommages
Outre la compétition et les avant-premières, le festival rend trois sortes d'hommage. Le focus honore un(e) cinéaste francophone ; Les bijoux de famille mettent l'accent sur une société de production et/ou de distribution ; une cinématographie nationale est chaque année célébrée.
| Années | Le focus          | Les bijoux de famille | Les hommages                        |
| ------ | ----------------- | --------------------- | ----------------------------------- |
| 2008   | Cédric Klapisch   |                       | Films tournés en Poitou-Charentes   |
| 2009   | François Dupeyron |                       |                                     |
| 2010   | Coline Serreau    | Pathé                 | Influence de la BD sur le cinéma    |
| 2011   | Pierre Salvadori  | Gaumont               | Tunisie                             |
| 2012   | Anne Fontaine     | Pyramide Distribution | Sénégal                             |
| 2013   | Régis Wargnier    | Diaphana Distribution | Québec                              |
| 2014   | Laurent Cantet    | Le Pacte              | Burkina Faso et Fespaco             |
| 2015   | Cédric Kahn       | ARP Sélection         | Belgique                            |
| 2016   | Catherine Corsini | Les Films du losange  | Liban                               |
| 2017   | Xavier Giannoli   | Gaumont               | Côte d'Ivoire                       |
| 2018   | Jacques Doillon   | UGC                   | Haïti                               |
| 2019   | Nabil Ayouch      | Haut et Court         | Luxembourg                          |
| 2020   |                   | Ad Vitam              | Films tournés en Nouvelle-Aquitaine |
| 2021   | Martin Provost    | Memento               | Algérie et Sigourney Weaver         |
| 2022   |                   |                       | Rwanda et Pathé                     |
| 2023   | Philippe Le Guay  | StudioCanal           | Suisse                              |
| 2024   | Valérie Donzelli  | Jour2Fête             | Maroc                               |
| 2025   | Denys Arcand      | Apollo Films          | Québec                              |

## Partenaires du festival
- Ministère des Affaires étrangères
- Organisation internationale de la francophonie
- Région Nouvelle-Aquitaine
- Ville d’Angoulême
- SODEC
- Wallimage
- Cité internationale de la bande dessinée et de l'image
- Cinémas CGR
- TV5 Monde
- France Inter
- Canal+ Cinéma
- Écran Total